# Куйґан'яр
40°52′ пн. ш. 72°19′ сх. д. / 40.867° пн. ш. 72.317° сх. д.
Куйґан'я́р (узб. Куйганёр, Kuyganyor) — міське селище в Узбекистані, центр Андижанського району Андижанської області.
Населення 9,6 тис. осіб (2004), 8426 осіб (перепис 1989).
Селище розташоване на правому березі річки Карадар'я, за 5 км на північ від Андижана.
Залізничний зупинний пункт Куйган Яр. Насосна станція на Великому Ферганському каналі.
Статус міського селища з 1978 року.